# Wyżyna Nowej Kastylii

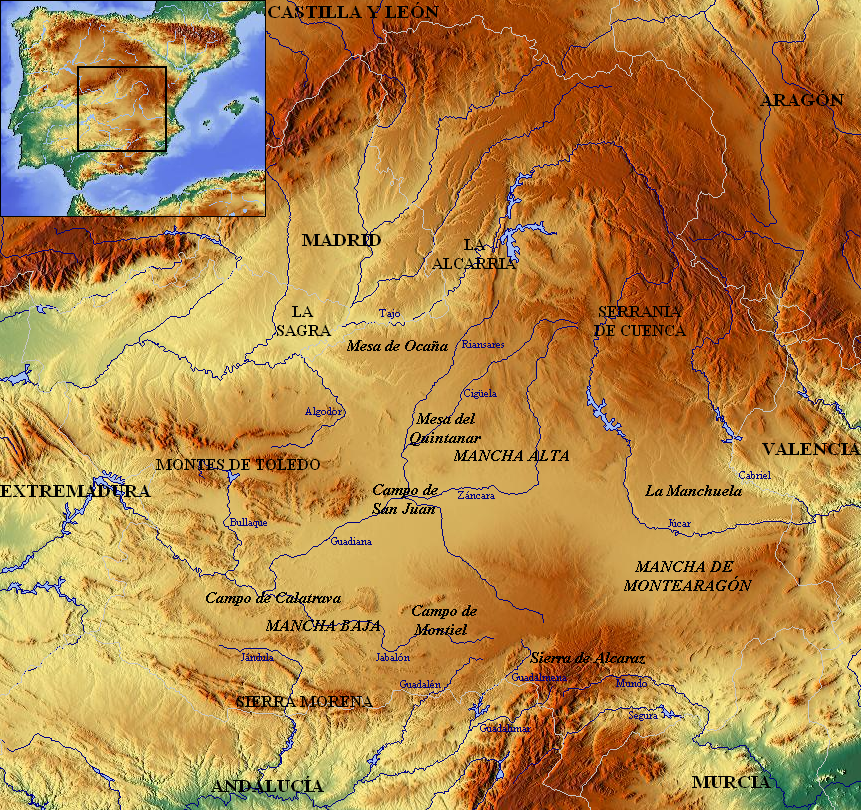
Wyżyna Nowej Kastylii

Wyżyna Nowej Kastylii (hiszp. Meseta Sur, Submeseta Meridional) – kraina geograficzna w środkowej Hiszpanii, w południowej części Mesety Iberyjskiej obejmująca swym zasięgiem równinny teren wznoszący się do wysokości 800 m n.p.m.
Wyróżniane są trzy mniejsze regiony geograficzne:
- region La Mancha znajdujący się na południu,
- region La Alcarria na wschodzie
- Kotlina Tagu na północy.

Składa się ona głównie z silnie pofałdowanych skał pochodzących z okresu paleozoiku oraz skał okresu mezozoiku takich jak: wapienie i margle.
Obszar wyżyny kastylijskiej jest praktycznie bezleśny z rzadkimi zaroślami garrigi i tomillary, jest to jeden z podstawowych terenów hodowli owiec na terenie Hiszpanii. Południowo-wschodnia część wyżyny dzięki postępowi znacznej ilości prac irygacyjnych stała się ważnym terenem rolniczym z wysoko rozwinięta uprawą zbóż, winogron oraz oliwek. Z winnic w okolicach Valdepeńas i Manzanares pochodzi wino „Valdepeńas".
Główne rzeki to Tag, Gwadiana, Júcar i Tajuna, natomiast główne miasta to: Madryt, Toledo i Alcázar de San Juan.